# Tamba cyrtogramma
Tamba cyrtogramma là một loài bướm đêm trong họ Noctuidae.